# Norrby

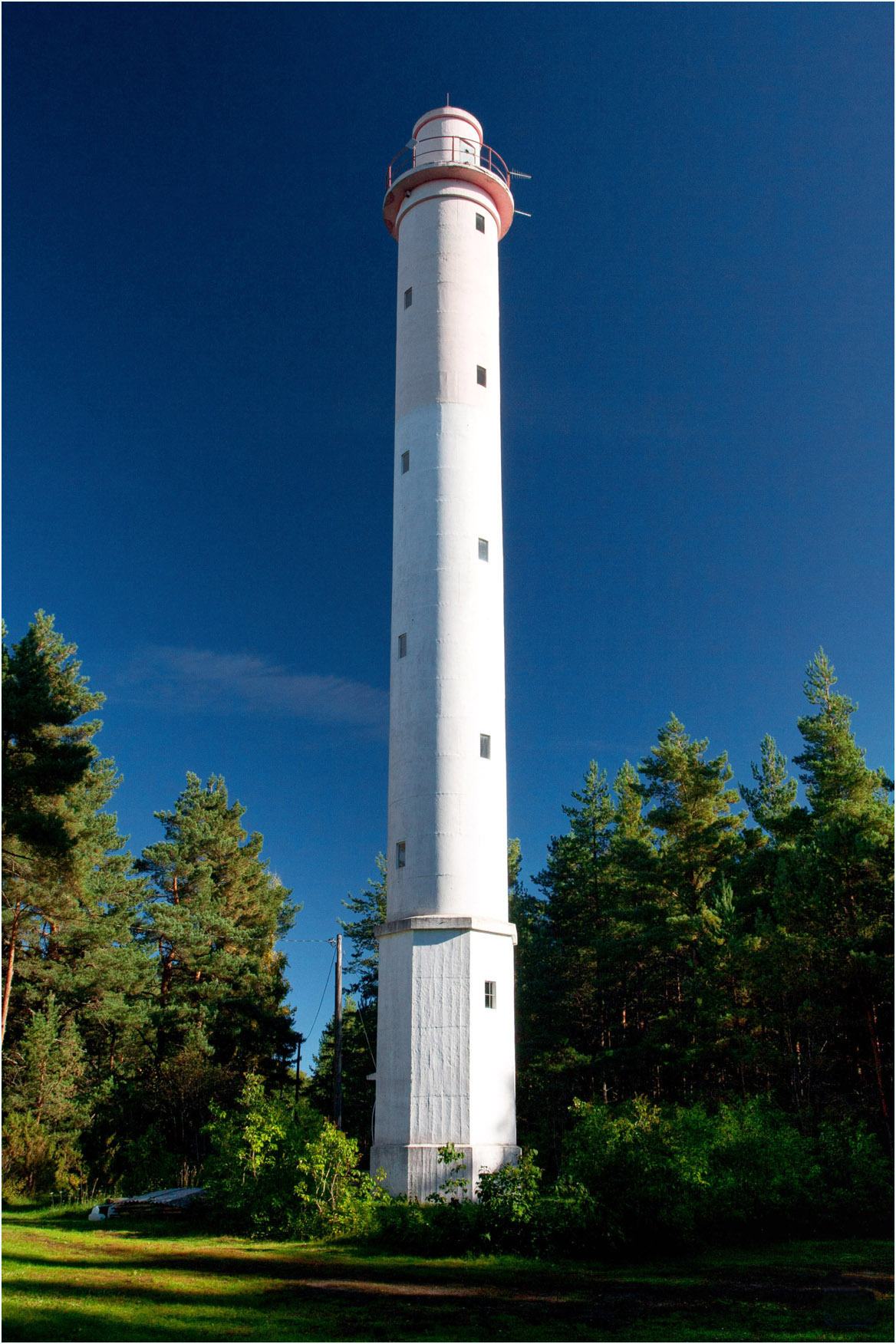
Norrby - latarnia morska

Norrby – wieś w Estonii, w prowincji Lääne, w gminie Vormsi. W roku 2011 miejscowość liczyła 11 mieszkańców.